# Arachosia minensis
Arachosia minensis là một loài nhện trong họ Anyphaenidae.
Loài này thuộc chi Arachosia. Arachosia minensis được Cândido Firmino de Mello-Leitão miêu tả năm 1926.